# Sumbilla
Sumbilla (oficialmente en euskera: Sunbilla) es una villa y municipio  de la Comunidad Foral de Navarra, España. Situado en la Merindad de Pamplona, en la comarca del Alto Bidasoa y a 49 kilómetros de la capital de la comunidad, Pamplona. Su población en 2024 fue de 674 habitantes (INE). El término municipal está atravesado por la carretera N-121-A (Pamplona-Irún).

## Toponimia
La mención escrita más antigua, que data de 1280 nombra esta población como Husumbil. En el siglo XIV aparece mencionada como Sombill y Sumbil. La actual denominación de Sumbilla no aparece hasta el siglo XVII.[cita requerida] Por ello se piensa que el topónimo no deriva de villa como parecería a priori, sino de un originario usun bil, que significaría en lengua vasca 'pozo redondo'. De usun, variante dialectal de osin (pozo) y bil, forma sincopada de biribil (redondo). La -a final se le habría añadido posteriormente y tendría valor de artículo determinado. De hecho, en lengua vasca, muchos suelen llamar a esta población Sunbil

## Geografía
El relieve del municipio está definido por el valle del río Bidasoa, numerosos arroyos tributarios del mismo, y las montañas que circundan el valle. La altitud oscila entre los 810 metros al noreste, en el límite con Etxalar, y los 80 metros a orillas del río. El pueblo se alza a 106 metros sobre el nivel del mar.
| Noroeste: Igantzi | Norte: Igantzi y Etxalar      | Nordeste: Etxalar    |
| Oeste: Arantza    |                               | Este: Bertizarana    |
| Suroeste: Ituren  | Sur: Elgorriaga y Santesteban | Sureste: Bertizarana |

## Demografía
Sumbilla cuenta con una población de 674 habitantes (INE 2024).
| Gráfica de evolución demográfica de Sunbilla entre 1842 y 2021 |
| |
| Población de derecho según los censos de población del INE Población de hecho según los censos de población del INEEn estos censos se denominaba Sumbilla: 1842, 1857, 1860, 1877, 1887, 1897, 1900, 1910, 1920, 1930, 1940, 1950, 1960, 1970 y 1981 |

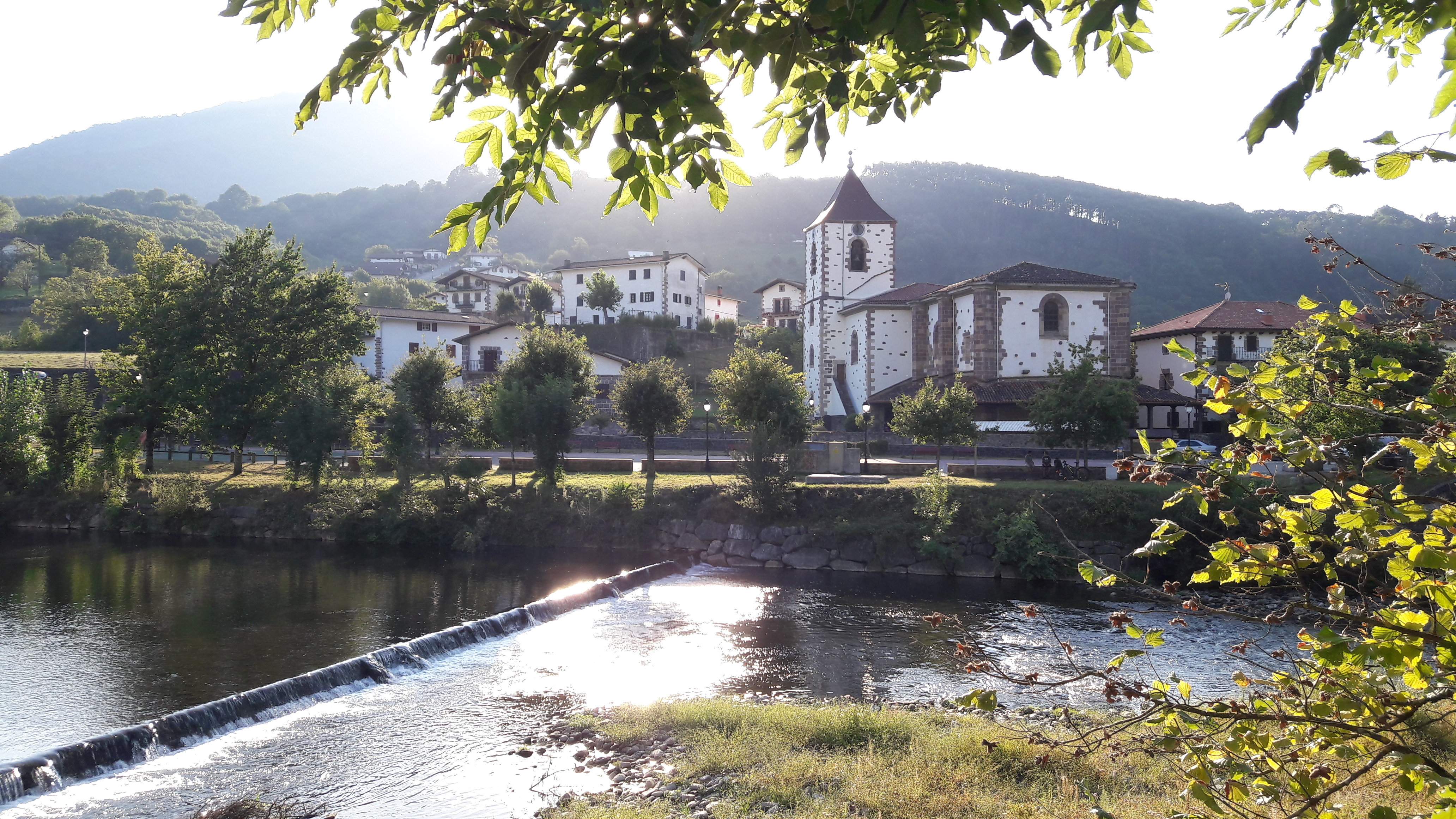
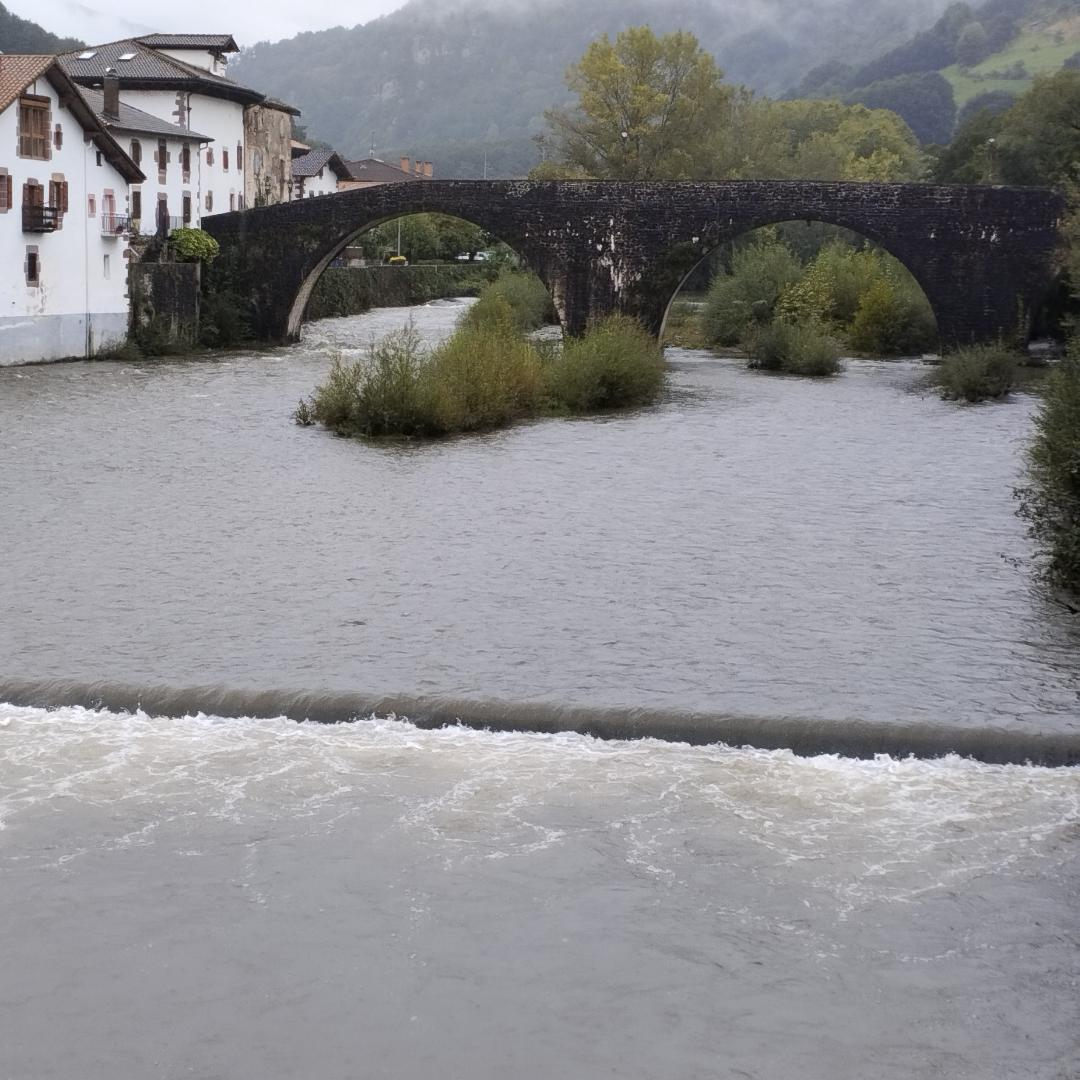
Puente sobre el Bidasoa
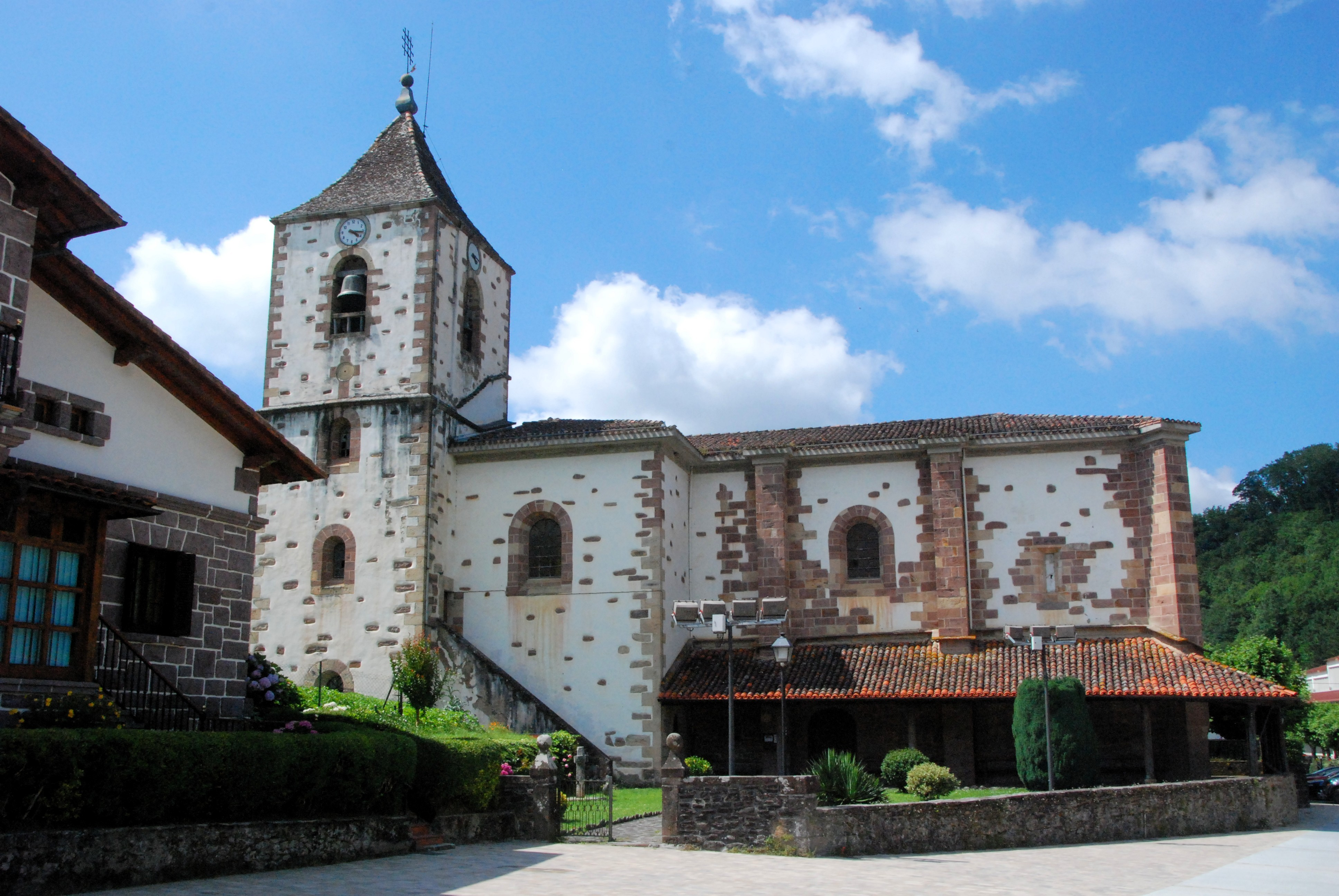
Iglesia parroquial de San Juan Bautista
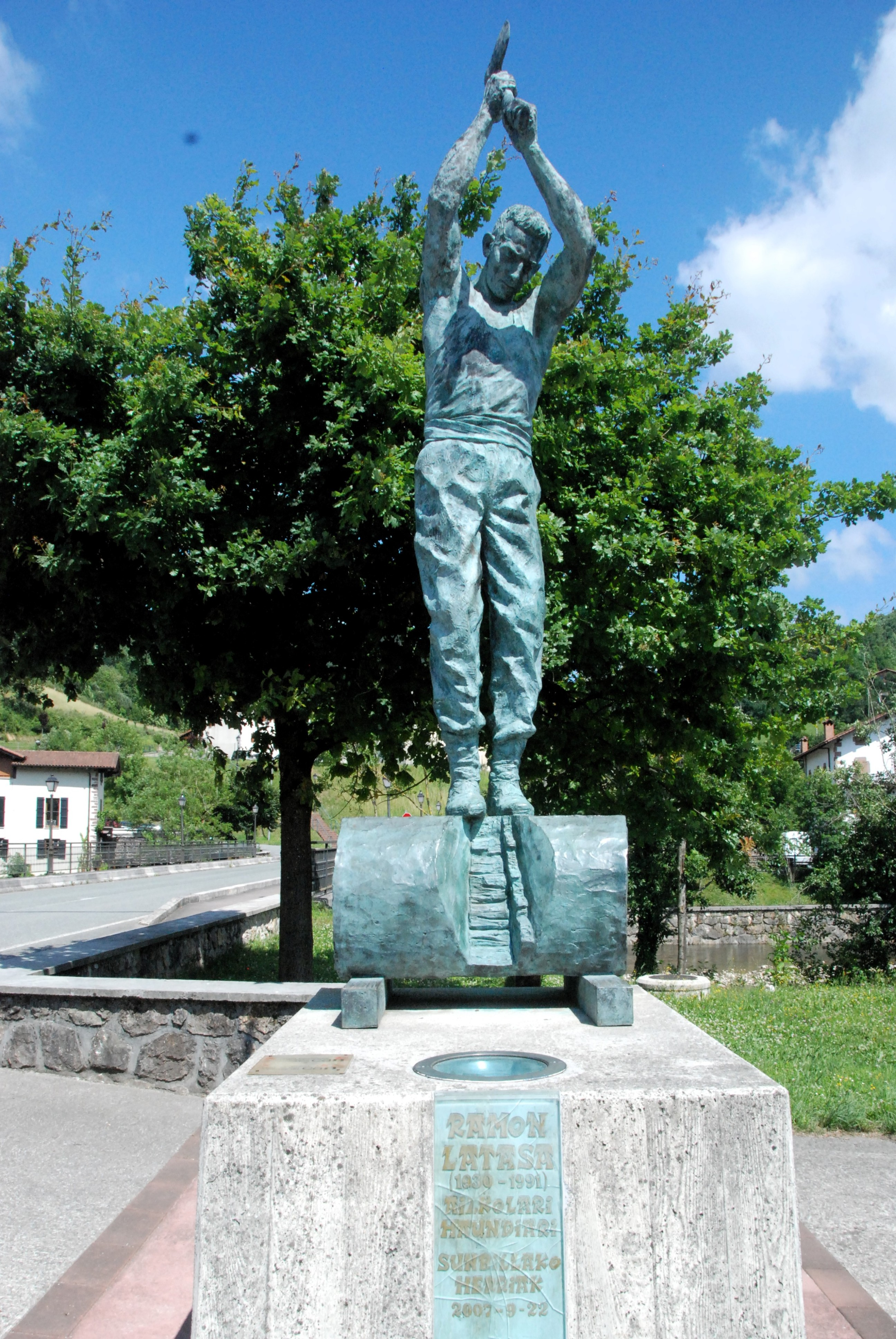
Monumento al aizkolari Ramón Latasa, nacido en esta localidad
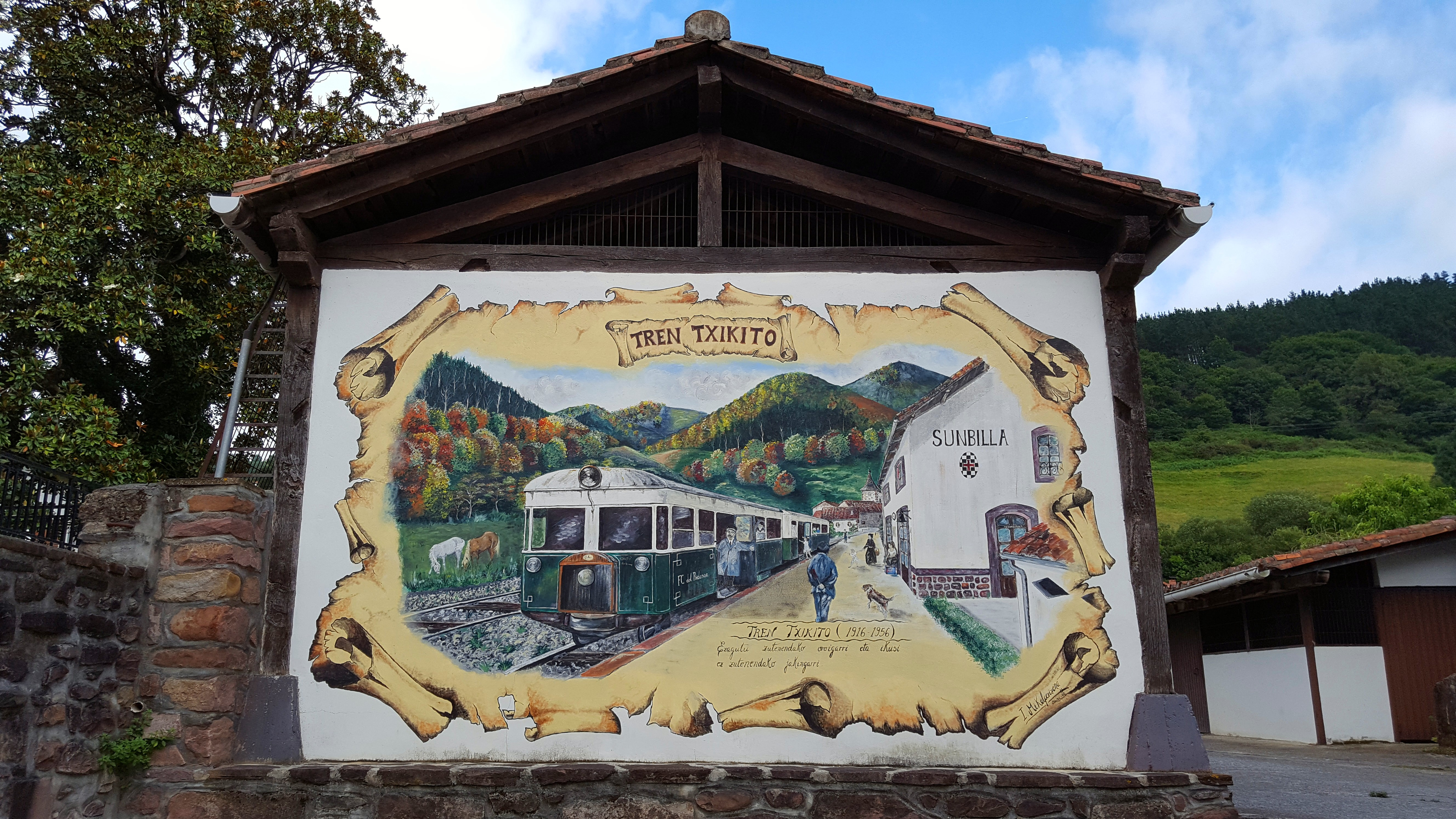
Referencia al desaparecido ferrocarril de vía estrecha del Bidasoa
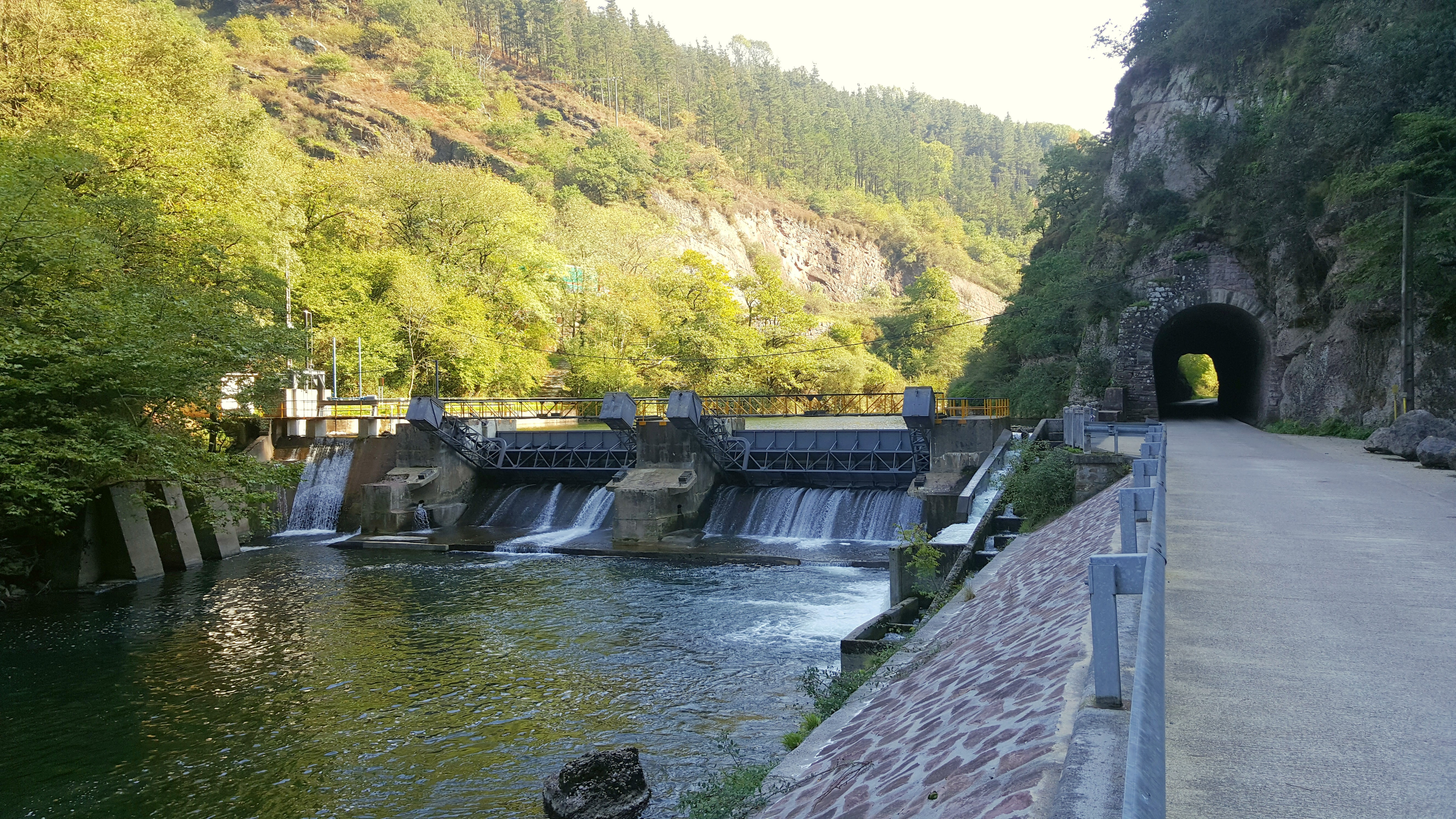
Presa sobre el Bidasoa